# Chiesa di San Michele Arcangelo (Volterra)
La chiesa di San Michele Arcangelo si trova a Volterra, in provincia di Pisa, diocesi di Volterra.

## Storia e descrizione
È ricordata per la prima volta nel 987.
L'attuale edificio, del XIII secolo, ha una facciata a capanna percorsa, nel registro inferiore, da una serie di archeggiature a strisce bicrome di marmo sorrette da eleganti capitelli; al centro si apre un profondo portale strombato con capitelli a foglie e figure umane. Lo stesso disegno è presente nel registro superiore.

## Interno

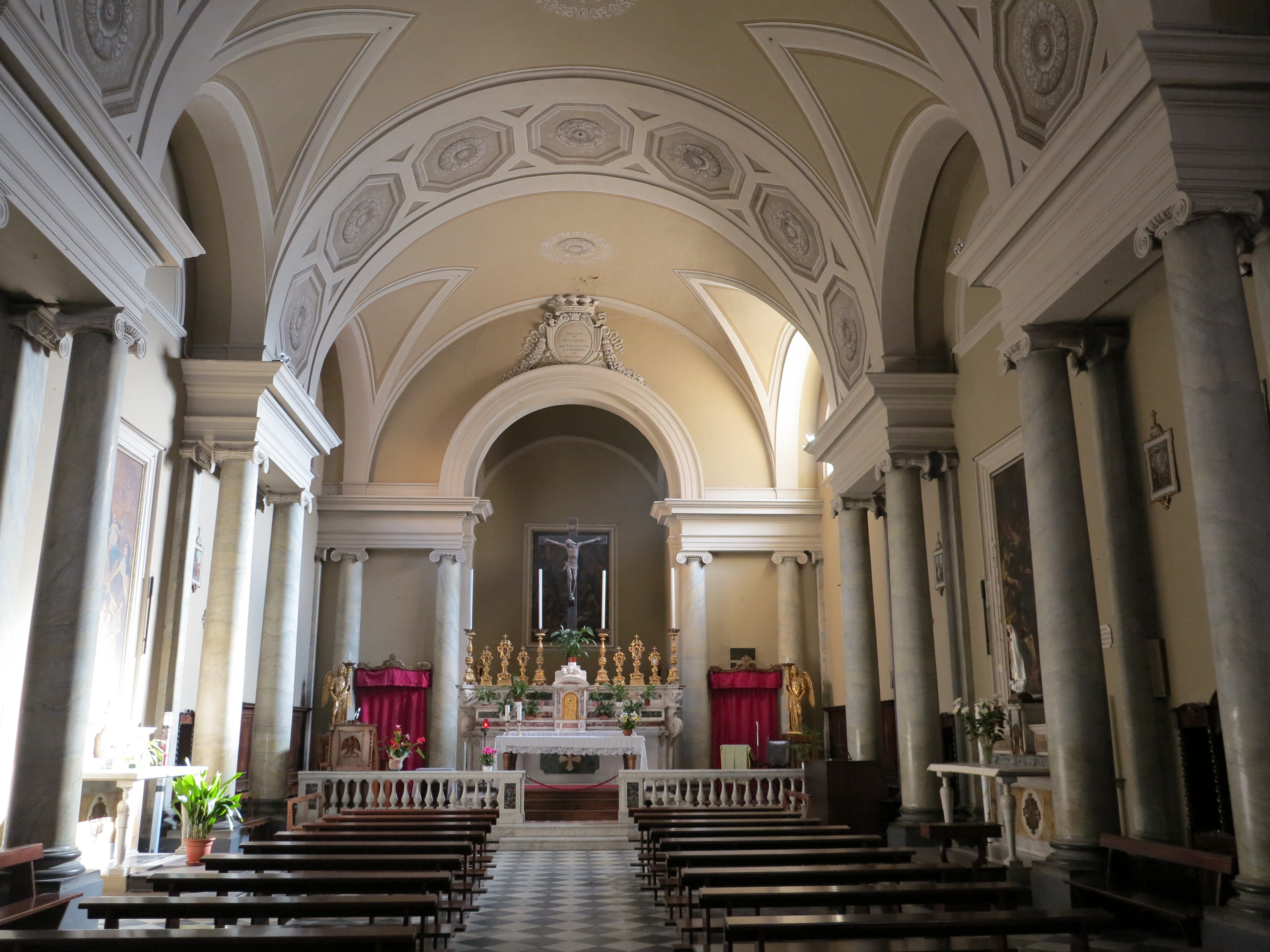
Interno

L'interno ha subito fra il 1826 e il 1827 profonde trasformazioni che ne hanno modificato l'aspetto originario, creando un'aula in stile neoclassico.
Nel presbiterio si trova una Madonna con il Bambino di Andrea della Robbia in terracotta invetriata (XV secolo), racchiusa in un tabernacolo marmoreo scolpito dai Balsimelli di Settignano; sono inoltre da segnalare una Sacra Famiglia di Carlo Maratta (secolo XVII), e la Madonna del Riscatto, un affresco attribuito a Cenni di Francesco di ser Cenni (XV secolo).